# Verticordia insignis
Verticordia insignis är en myrtenväxtart som beskrevs av Stephan Ladislaus Endlicher. Verticordia insignis ingår i släktet Verticordia och familjen myrtenväxter.

## Underarter
Arten delas in i följande underarter:
- V. i. compta
- V. i. eomagis
- V. i. insignis

## Bildgalleri

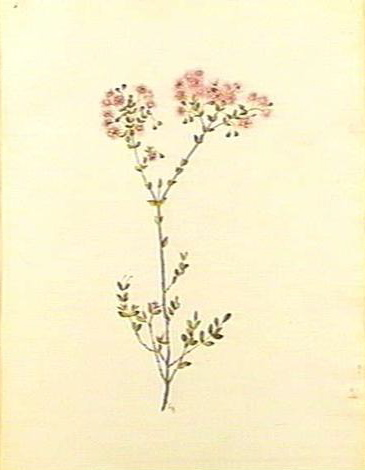